# Ernst Bengel
Ernst Bengel (* 12. März 1735 in Denkendorf; † 1. April 1793 in Tübingen) war ein württembergischer Superintendent.

## Leben
Ernst Bengel wurde am 12. März des Jahres 1735 in Denkendorf als Sohn von Johann Albrecht Bengel geboren, der zu dieser Zeit Lehrer am dortigen evangelischen Kloster Denkendorf war. Er besuchte mehrere Schulen und studierte später an der Universität Tübingen evangelische Theologie. 1766 wurde Bengel Pfarrer in Zavelstein im Nordschwarzwald. Sechs Jahre später, im Jahr 1772, wurde er Diakon in Tübingen, im Jahr 1786 wurde er zum Dekan ernannt. Ernst Bengel hatte einen Sohn, Ernst Gottlieb Bengel.

## Werke
- 1751 Abriß der sogenannten Brüdergemeine, in welchem die Lehre und die ganze Sache geprüfet, das Gute und Böse dabey unterschieden ... wird[1]
- 1776 Tabula critica über die Bengel’sche Kritik des neutestamentlichen Grundtextes
- 1785 Chronologische Harmonietafel über die evangelische und apostolische Geschichte